# Tour de Djeddah
La tour de Djeddah (en anglais : Jeddah Tower, en arabe : برج جدة), anciennement « tour du Royaume » (en anglais : Kingdom Tower, en arabe : برج المملكة), est un gratte-ciel en construction à Djeddah, en Arabie saoudite, qui devrait atteindre 1 000 m de hauteur. Avec un budget estimé à 4,6 milliards de riyals saoudiens, elle est entièrement financée par le prince Al-Walid ben Talal ben Abdelaziz Al Saoud via la Kingdom Holding Company. Première étape et pièce maîtresse d'un quartier en développement nommé la « Ville du Royaume » (Kingdom City, مدينة المملكة) qui se situe au bord de la mer Rouge au nord de Djeddah, la tour doit atteindre une hauteur sans précédent, devenant le plus haut bâtiment du monde, en plus d'être la première structure à dépasser le kilomètre.
Le projet initial comprenait une tour d'une hauteur de 1 600 m (un mille international), d'où son ancien nom « Mile-High Tower », mais la géologie de la région ne se prêtant pas à une structure de cette hauteur, cette dernière a été réduite.
L'édifice est conçu par l'architecte Adrian Smith, qui a notamment dessiné le Burj Khalifa.

## Défis techniques
La hauteur importante de la tour pose des problèmes de stabilité. La structure doit pouvoir résister à de grands écarts de température dus à l'altitude, ainsi qu'aux effets du vent. La tour doit être de forme triangulaire pour limiter les effets du vent, inclure 59 ascenseurs pouvant monter à 10 m/s (soit 36 km/h), et un grand balcon. Le démarrage de la construction de cette tour de 1 600 m a été annoncé en 2010. Cependant, à la suite des sondages géologiques, le projet a pris du retard tandis que la hauteur a dû être réduite à un kilomètre en raison de la difficulté des solutions techniques à mettre en place.
Le projet a suscité des réactions partagées : certains l'accueillent comme une icône d'importance culturelle qui symbolisera la richesse et la puissance du pays, alors que d'autres remettent en question ses motifs socio-économiques et prévoient des impacts financiers négatifs.

## Construction
Les travaux ont débuté en avril 2013 et devaient théoriquement s'achever vers 2025. L'agence d'architecture Adrian Smith + Gordon Gill Architecture (en) participe à la conception de la tour, et la société Saudi Binladen Group doit la construire. La tour comprendrait 167 étages et une plate-forme avec un plancher en verre transparent, située au 157e étage. La construction hors-terre a débuté le 27 avril 2014 et devait durer 63 mois, après l'achèvement en décembre 2013 de l'étape qui consistait à enfoncer 270 pieux dans le sol à une profondeur de 110 m.
- Au 1er mars 2015, la structure de la tour avait son 14e étage, soit une hauteur d'environ 58 m.
- Au 15 septembre 2015, sa hauteur était de 90 m.
- Au 14 décembre 2015, la structure atteint 30 étages pour 120 m.
- Au 5 mars 2016, le noyau central atteint 37 étages pour 154 m.
- Au 23 mai 2016, le noyau central atteint 41 étages.
- Le 14 décembre 2016, la tour atteint 50 étages pour 206 m.
- Au 30 mai 2017, le noyau central atteint 58 étages pour 238 m.
- Au 16 août 2019, le noyau central atteint 63 étages[Information douteuse] pour 266 m (26,4 % de la hauteur totale réalisés et 46,9 % du volume total achevés).

Le chantier est à l'arrêt de 2019 à 2025, . L'arrestation d'Al-Walid ben Talal Al Saoud à la tête de la Kingdom Holding Company provoqué en effet l’arrêt du chantier pendant six ans. En septembre 2023, il est annoncé que quatorze entreprises locales rivalisent pour la reprise du chantier fixée à fin 2024 ou début 2025, avec un achèvement à l’horizon 2027/2029,. Le chantier reprend finalement en janvier 2025, avec un objectif de complétion en 2028.

### Galerie

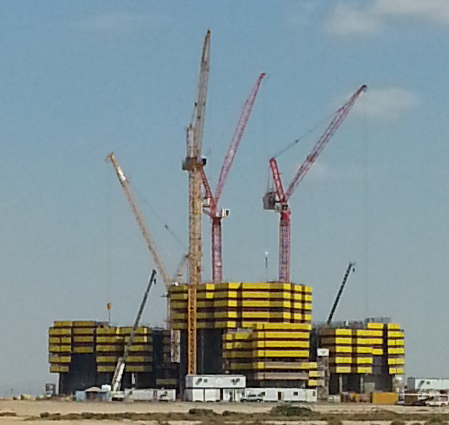
Le chantier en janvier 2015.
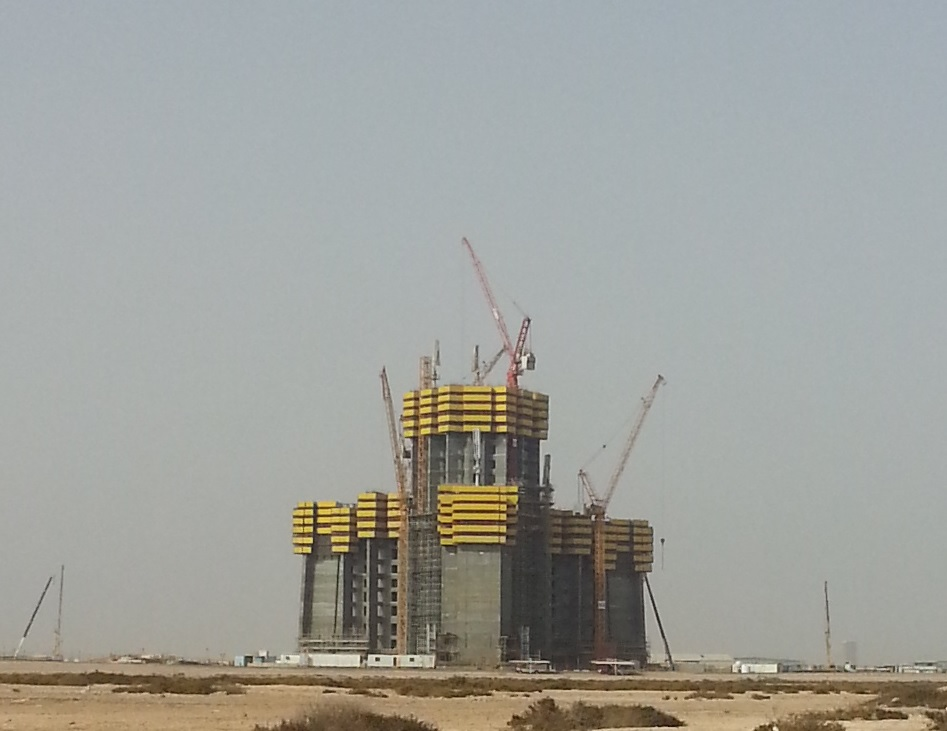
Le chantier en juin 2015.
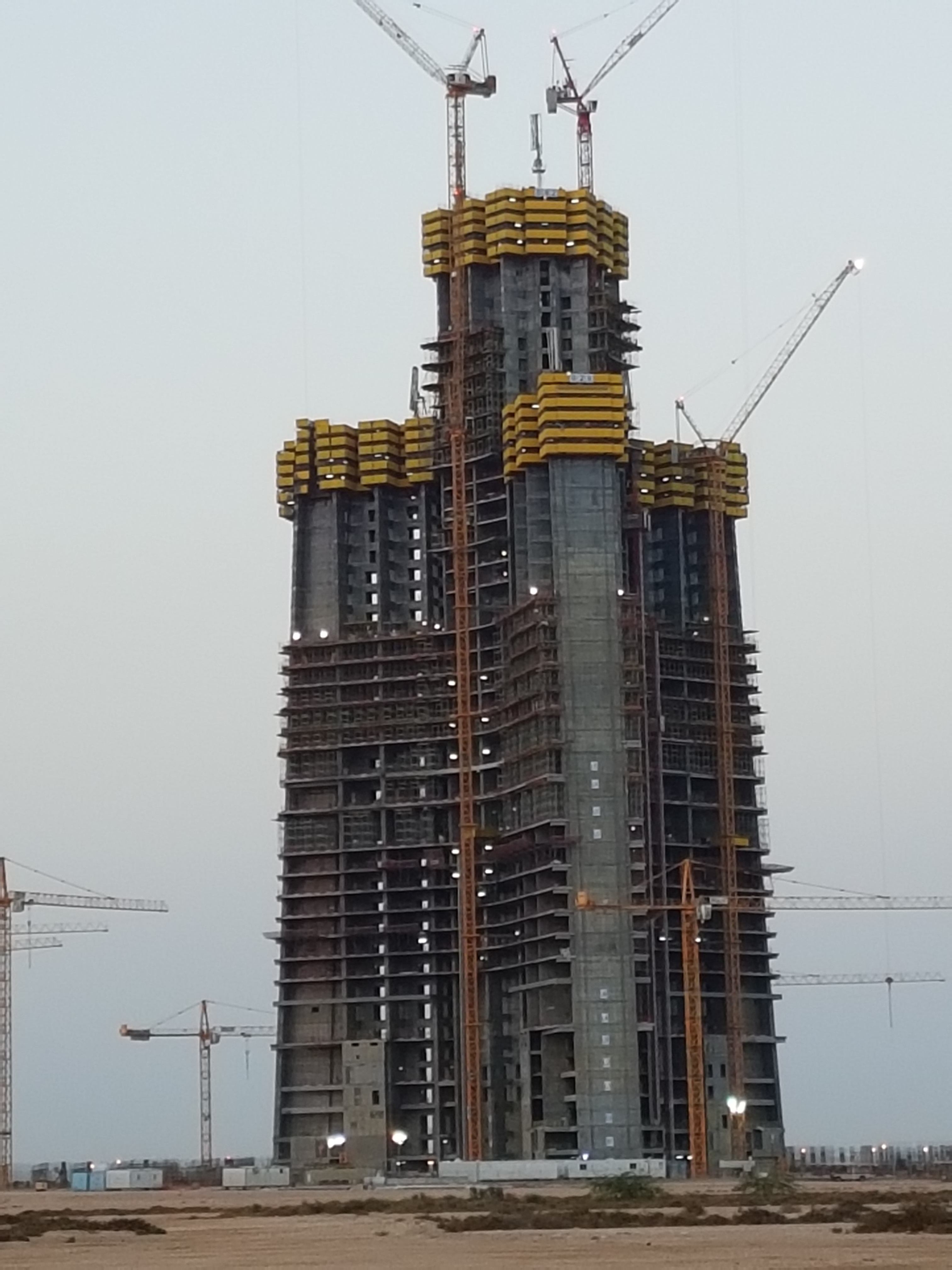
Le chantier en juillet 2016.
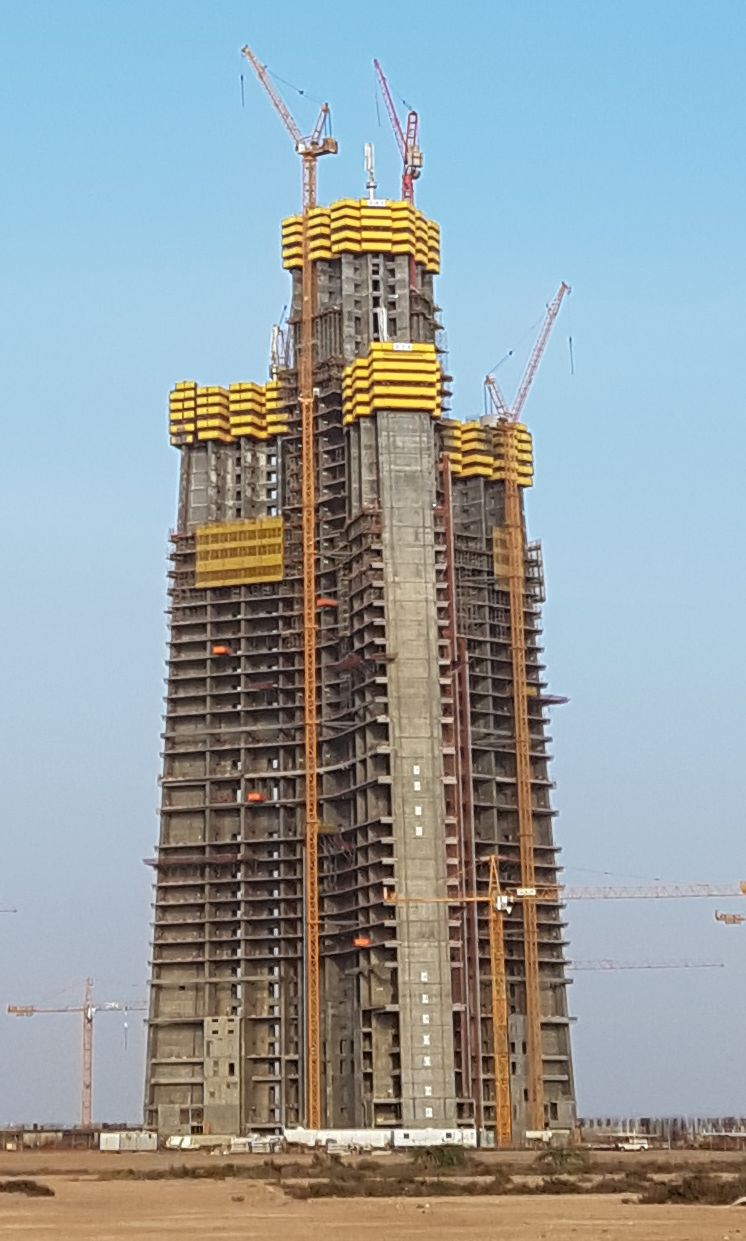
Le chantier en décembre 2016.
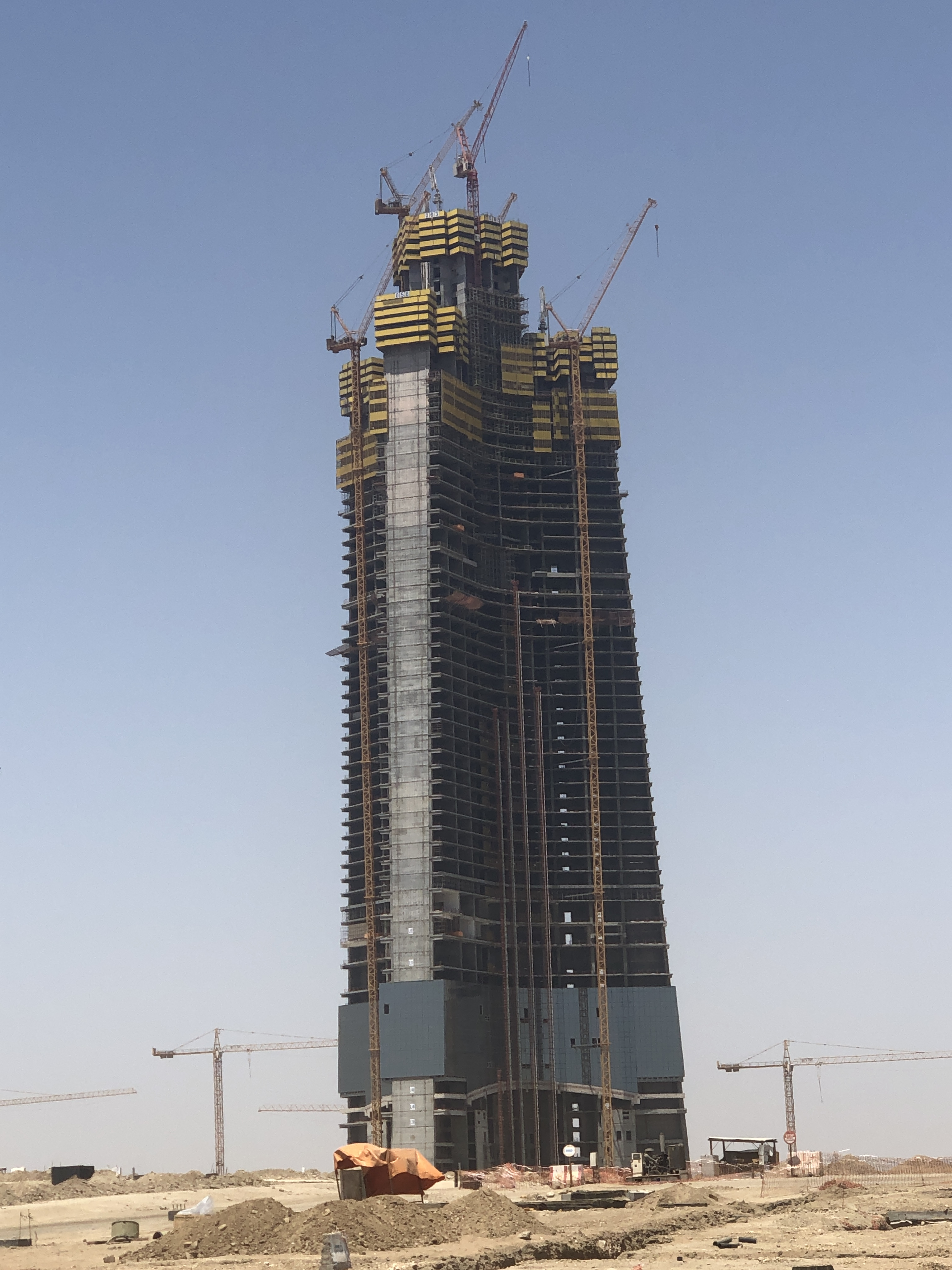
Le chantier en août 2019, avant l'arrêt.
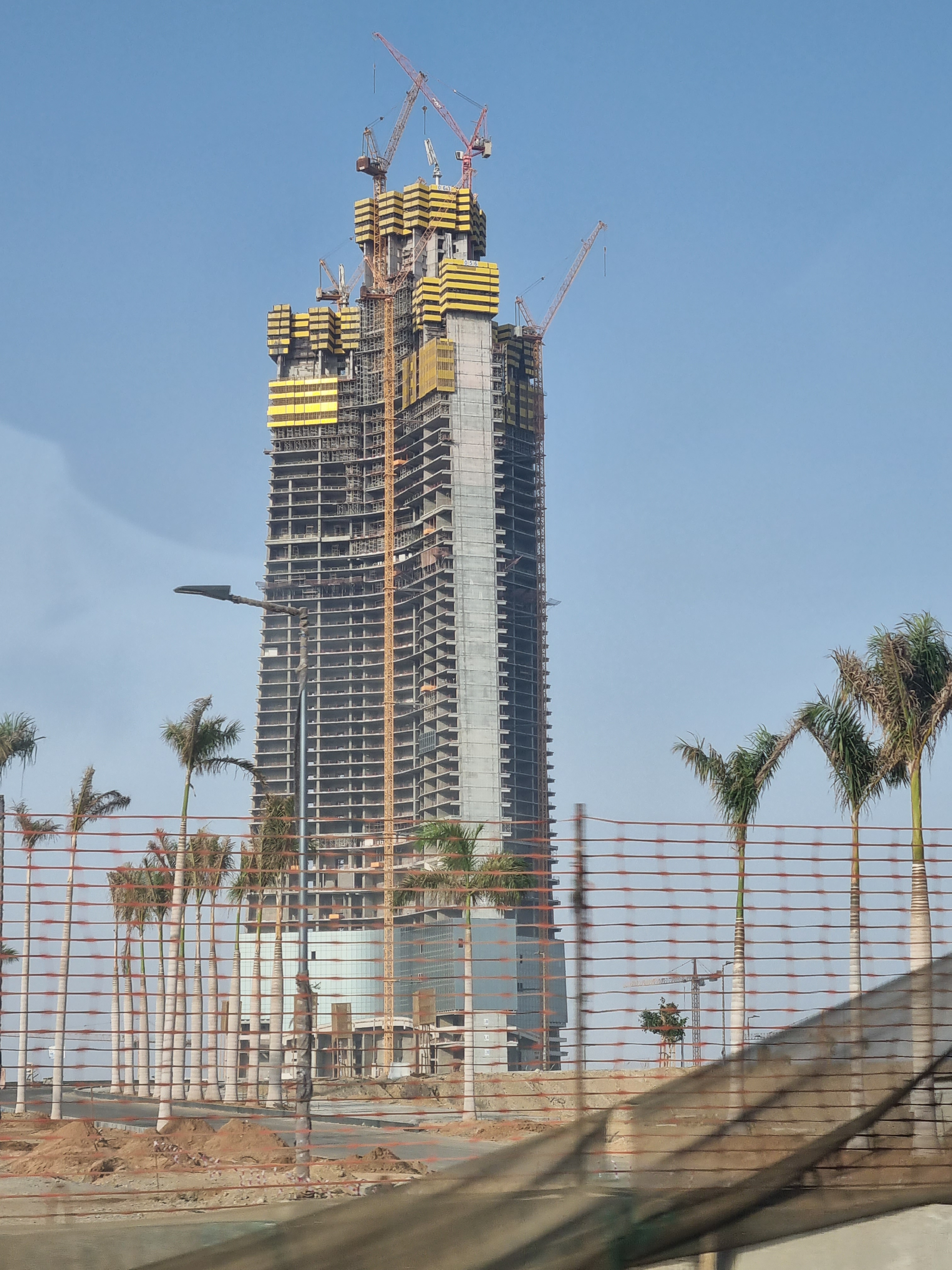
Le chantier en mai 2021.
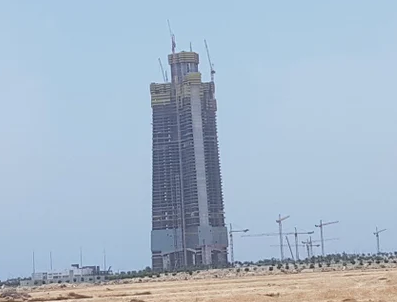
Le chantier après la reprise, en avril 2025